# Жак д'Альбон де Сен-Андре
Жак д'Альбон де Сен-Андре (Jacques d'Albon de Saint-André,1505 —19 грудня 1562) — французький аристократ, військовик, Маршал Франції.

## Життєпис
Походив з аристократичної родини. Син Жана д'Альбона, маркіза Фронзака, сеньйора Сен-Андре. Ще у дитинстві Жак став другом Генріха Орлеанського, майбутнього короля. У 1544 році бере участь у черговій військовій кампанії в Італії, де відзначився у битві при Черисолі.
3 квітня 1547 року, через 3 днів по вступу Генріха II на трон Жак де Сен-Андре стає губернатором Ліону, а незабаром першим камергером. 29 травня 1— він стає кавалером ордена Святого Михайла і маршалом Франції. у 1552–1555 роках очолює війська по захопленню Туля, Меца і Вердена.
У 1557 році у битві при Сен-Квентині потрапив у полон, після звільнення з якого у 1559 році бере участь у перемовинах щодо укладання миру з Іспанією.
Після загибелі Генріха II фактично разом з Монморансі та Франсуа де Гізом перебрав владу в країні, керуючи замість хворого короля Франциска II. У 1560 році був одним з учасників придушення Амбуазької змови протестантів. Після смерті короля й сходження на трон Карла IX союз Сен-Андре з Монморансі та Гізом зберігся. Доволі жорстко придушував рух гугенотів. Протягом липня—серпня 1562 році розгромив їх громади в Блуа, Пуатьє, Буржі. 19 грудня переміг ворогів при Дре, але сам загинув.

## Родина
Дружина — Маргарита де Люсак
Діти:
- Катерина д'Альбон де Сен-Андре (д/н—1564)